# Johannes Georg Bednorz
Johannes Georg Bednorz (Neuenkirchen, Sjeverna Rajna-Vestfalija, Njemačka, 16. svibnja 1950.), njemački mineralog i fizičar. Doktorirao 1982. na Švicarski federalni institut za tehnologiju u Zürichu. Radio je u IBM-ovu istraživačkom laboratoriju u Rüschlikonu (Švicarska). Za otkriće supravodljivosti keramičkih materijala na 35 K (- 238 ˚C) dobio je, s K. A. Müllerom, Nobelovu nagradu za fiziku 1987.

## Svojstva supravodljivih materijala
Supravodljivim tvarima na vrlo niskim temperaturima više ili manje naglo se mijenja karakter ovisnosti električnog otpora o temperaturi. Pri postepenom snižavanju temperature, na određenoj, takozvanoj kritičnoj temperaturi Tc, električni otpor, umjesto da se, kao dotada, polako smanjuje, manje ili više naglo pada praktički na nulu. Ako je taj pad sasvim skokovit, govori se o supravodiču tipa S 1, ako je blaži, o supravodiču tipa S 2. Supravodič tipa S 1 ima dva stabilna stanja: normalno vodljivo i supravodljivo; supravodič tipa S 2 ima u odsutnosti magnetskog polja tri stabilna stanja: normalno vodljivo (iznad “gornje” kritične temperature), supravodljivo (iznad "donje" kritične temperature) i miješano (između obiju kritičnih temperatura). Često se supravodič tipa S 2 karakterizira samo jednom kritičnom temperaturom, srednjom između gornje i donje. 
Kritične temperature supravodljivosti nekih (čistih) metalnih elemenata nalaze se vrlo blizu apsolutne nule (na primjer za volfram Tc = 0,01 K). Za većinu drugih supravodiča iz te skupine tvari one iznose nekoliko kelvina. Samo neke od tih tvari imaju vrijednost Tc u blizini 10 K (na primjer niobij Tc = 9,5 K). Kritične temperature supravodiča iz skupine legura redovito su više od 10 K (na primjer za neke ternarne legure u sustavu niobij-aluminij-germanij, Tc = 20,7 K). 
Magnetsko polje snižava kritičnu temperaturu, i to s tim više što je polje jače. Kad se prekorači određena, takozvana kritična jakost polja Hc na nekoj temperaturi Tc supravodljivost sasvim nestaje, i tvar postaje normalno vodljiva. Zbog ovisnosti supravodljivosti o magnetskom polju, jakost električne struje koja može teći supravodičima ograničena je jakošću magnetskog polja koje te struje stvaraju. W. Meissner i R. Ochsenfeld pokazali su pokusima 1933. da supravodič, ako se najprije izloži magnetskom polju a onda ohladi, na temperaturama ispod Tc istiskuje iz sebe magnetsko polje. Supravodiči tipa S 1 na oštro određenoj vrijednosti jakosti polja Hc potpuno istisnu magnetsko polje (magnetska indukcija B u njima skokovito padne na nulu), u supravodiči tipa S 2 magnetsko se polje može između vrijednosti Hc2 i Hc1 djelomice održati u obliku pojedinačnih lokaliziranih i pravilno raspoređenih cijevi (niti), nosilaca magnetskog toka, koje su okružene supravodljivim područjem. Supravodiči tipa S 1 imaju znatno manje karakteristične vrijednosti H0 nego supravodiči S 2. U supravodiči tipa S 2, dok su u stanju miješane vodljivosti, nemoguć je prijenos električnih naboja, jer struja okomita na magnetsko polje izaziva Lorentzovu silu koja stavlja u gibanje rešetku niti magnetskog toka. Tehnološkim mjerama uspjelo je u nekim supravodljivim legurama blokirati gibanje niti magnetskog toka i time omogućiti veće gustoće struje. Takav materijal naziva se supravodičem S 3. 
Supravodiči S 1 i S 2, takozvani meki, prelaze iz jednog u drugo stanje vodljivosti potpuno reverzibilno (povratno), a u odsutnosti magnetskog polja to se odvija bez toplinskog učinka (izotermno). Pod utjecajem magnetskog polja prijelaz je iz supravodljivog stanja u stanje normalne vodljivosti endoterman (odvija se uz vezanje topline), a prijelaz u suprotnom smjeru egzoterman (odvija se uz razvijanje topline). Zbog Meissner-Ochsenfeldova učinka (efekta) električnu struju u supravodičima vodi samo vrlo tanki površinski sloj (debljina približno 10-7 metara). 
Supravodiči tipa S 3, takozvani tvrdi, razlikuju se od supravodiča tipa S 1 i S 2 po djelomičnoj ireverzibilnosti (nepovratnosti) njihovih indukcijskih svojstava, zbog čega se u njima pojavljuje magnetska histereza slično kao u feromagnetskim materijalima. Ovi supravodiči imaju veću kritičnu gustoću električne struje i veću kritičnu jakost magnetskog polja nego supravodiči tipa S 1 i S 2.